# Entreposage nucléaire

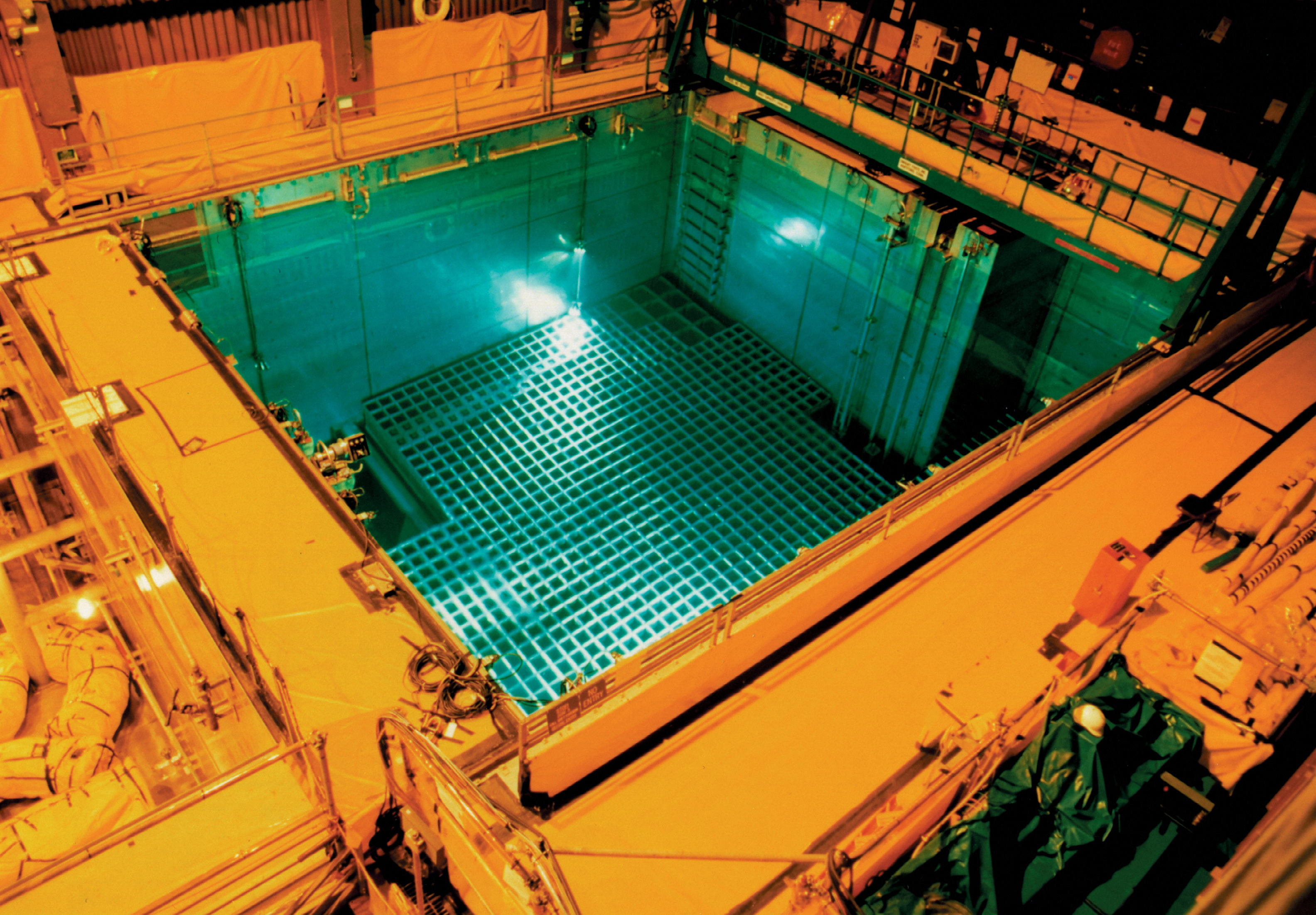
Entreposage de déchets radioactifs dans l'eau

Pour un article plus général, voir Gestion des déchets radioactifs.
L'entreposage nucléaire désigne le fait de stocker de façon réversible du combustible irradié ou des déchets radioactifs ultimes. Par extension, un entreposage correspond à l'installation où est réalisée l'opération d'entreposage. Il existe une grande variété d'entreposage, la typologie prend en compte notamment la durée d'entreposage, les matières à entreposer ou les concepts mis en œuvre.

## Contexte
Gestion de la décroissance radioactive des combustibles usés et des déchets ultimes.
| Produits de fission | Période     | Produits de fission | Période     |
| ------------------- | ----------- | ------------------- | ----------- |
| 85Kr                | 10,71 ans   | 90Sr                | 28,15 ans   |
| 99Tc                | 6,01 heures | 125I                | 59,4 jours  |
| 131I                | 8,02 jours  | 133FXe              | 5,243 jours |
| 133MXe              | 2,19 jours  | 134Cs               | 2,065 ans   |
| 137Cs               | 30,17 ans   | 152Eu               | 13,5 ans    |

### Contexte France
Remise des rapports de synthèse sur les 3 voies de gestion des déchets à vie longue en 2005.
Projet de loi mars 2006 : transmission de la recherche sur cet axe du Commissariat à l'énergie atomique à l'Agence nationale pour la gestion des déchets radioactifs.
Loi en discussion au second trimestre 2006.
En France, à l'usine de retraitement de La Hague, après recyclage des matières valorisables (plutonium, uranium), les 4% de déchets nucléaires dits "ultimes" (actinides mineurs et produits de fission) sont calcinés puis vitrifiés et coulés dans des Conteneurs Standards de Déchets Vitrifiés (CSD-V),. Ces conteneurs sont positionnés dans des bâtiments d'entreposage en surface, dans des puits en acier inox, refroidis par de l'air en convection forcée dans les bâtiments R7 et T7 puis en convection naturelle dans les bâtiments E-EV-SE et E-EV-LH .